# 메가마소
메가마소(일본어:  メガマソ [*])은 일본의 비주얼계 록 밴드이다.

## 멤버
- 인자기 (インザーギ) 보컬

생년월일, 본명 비공개. 원래는 알앤비 싱어
- 료헤이 (涼平) 기타

아야비에의 전 멤버
본명 센도다 료헤이 (仙洞田涼平), 1983년 3월 27일 가나가와현 출신.
게이오기주쿠 대학 이공학부 정보공학과 졸업
밴드의 작곡가 겸 프로듀서
클래식 음악을 즐겨 들으며 자라왔고, 스테이지에서는 높은 확률로 여장을 하고 등장.
- 고 (Gou) 베이스 기타

생년월일, 본명 비공개.

## 음반 목록

### 싱글
- 星降町にて 호시후루마치니테 (별 내리는 마을에서) (2007년6월6일)

1. 星降町にて
2. sdot initial value
3. サマンガンジン 사만간진
4. 芋虫の主 이모무시노누시 (고구마벌레의 주인)
- LIPS (2007년8월15일)

1. LIPS
2. ブルーブイネックジャパン (Blue V-neck Japan)
3. In Pinkey Jelly tonight
4. 二十六人の坊主と一人の尼 니쥬로쿠닌노보즈토히토리노아마 (26인의 승려와 한 명의 비구니)
- キスミイチュチュ (Kiss me Chuchu) (2008년2월20일)

1. キスミイチュチュ
2. ヲサレキャットショウビズ 오사레 Cat Showbiz
3. キスミイチュチュ（インザーギチューless ver.）
- ビューティフルガール (Beautiful Girl) ( (2008년8월18일)

1. ビューティフルガール
2. 蜜と蛾 미츠토가 (꿀과 나방)
3. 灼熱太陽 샤쿠네츠타이요- (작열태양)
- white, white (2008년9월24일)

1. white, white
2. しずかなほし しずかなひとびと 시즈카나호시 시즈카나히토비토  (조용한 별 조용한 사람들)
3. 俯瞰の翼 후캉노츠바사 (부감의 날개)
- BLESS (2009년3월25일)

1. BLESS
2. 肌色 하다이로 (살색)
3. 機械化人マディソンの友達 키카이카진마디손노토모다치 (기계화인 매디슨의 친구)

### Mini-album
- 涙猫 나미다네코 (2006년12월6일)

1. 涙猫
2. 伍式融天マゾチー 고시키토루텐마조치
3. ダーシャード人の踊り 다샤도진노오도리
4. a morning ray is cold.
5. サスクワッチランカー (Sask watch ranker)
6. 脂肪の塊 시보노카타마리 (지방덩어리)
- 櫂の目塔の属領 노의 목탑의 속령 (2007년1월24일)

1. The majority loves KILLSTAR
2. Full NELSON 2nd Attack
3. METEO
4. Mothermage=bounce
5. 塔は高揚する。 (탑은 고양한다.)
6. よる、さかな、かぜ、つらりな (밤, 물고기, 바람, 반짝임)
7. 海辺が近いため、錆び付きやすいものは持込してはならない。 (해변이 가깝기 때문에 녹슬기 쉬운 걸 들고 가서는 안 된다.)
8. ドリムトシクレトルム Dream to Secret Room

### 앨범
- ゆきしたたりほし 유키시타타리호시 (2007년3월21일)

1. 新月の水たまりより 신게츠노미즈타마리요리
2. トローネエンゼル Throne angel
3. FM1
4. 鞦韆 Blanco
5. number MIDI.
6. 展覧会のネリオリ
7. BULLET SONG
8. 柔らかい鉱床、深海
9. パラディサヘイロー Paradisa Halo
10. Laughter at lump of flesh
11. マンドレイクウサギコナグスリ Mandreake 우사기코나구스리
- またたくよる 마타타쿠요루 (2007년10월21일)

1. 牛乳（mjolk）
2. LIPS
3. monoeye old team
4. 雨楽器隊 아메각키타이
5. ギムナジウム (Gymnasium)
6. put a whammy
7. ユキココヤシ 유키코코야시
8. a winter's day
9. めのう 메노-
10. 星降町にて
11. モダンアンプリファイア (Modern Amplifier)
12. Love you so...